# 布里格-格利斯

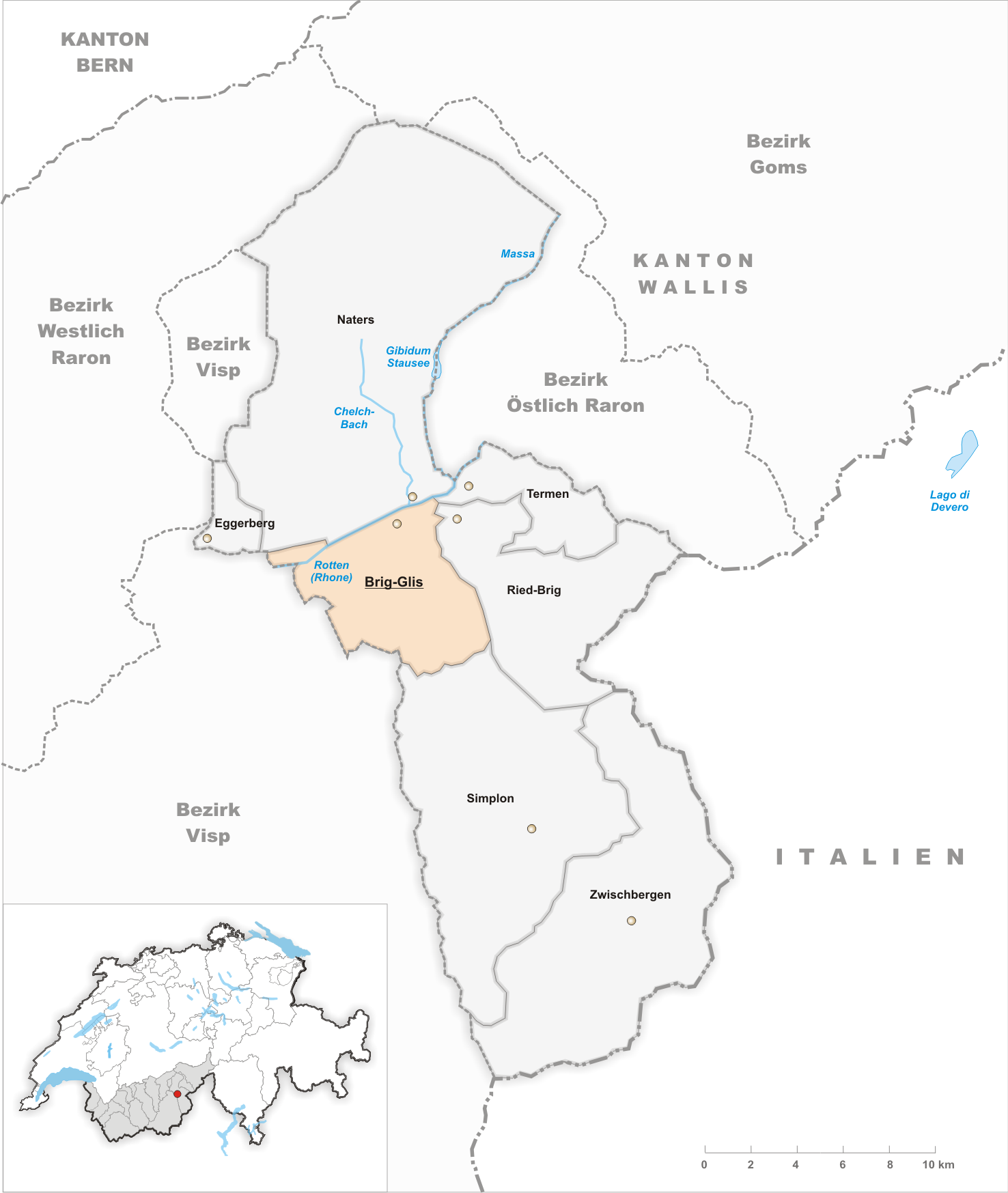
2013年布里格-格利斯地图

布里格-格利斯（德語：Brig-Glis）是瑞士瓦莱州的市镇，位於該國南部，面積38.08平方公里，海拔高度691米，2017年人口13,109，八成人口信奉羅馬天主教，人口密度每平方公里344人。当地通用语言为德语（但日常使用瑞士德语，其为阿勒曼尼语方言）。

## 外部連結
- Brig-Glis municipal website （页面存档备份，存于） （德文）

46°18′57″N 7°59′15″E / 46.315917°N 7.987619°E